# Hoa Lu
Hoa Lu je bio glavni grad, kao i gospodarsko, političko i kulturno središte Đại Cồ Việt (Dai Viet), nezavisne vijetnamske države koju je 968. god. utemeljio lokalni vojskovođa Đinh Bộ Lĩnh (postumno poznat kao Đinh Tiên Hoàng ili „Prvi Dinh car”), nakon godina građanskog rata i rata za neovisnost od kineske Južne Han dinastije. 
Do 1010. godine, kada je kralj Ly Thai preselio dvor u Thang Long (danas Hanoi), Hoa Lu je bio prijestolnica vijetnamskih dinastija Dinh, Tien Le i Lý.
Hoa Lu pokriva područje od 300 ha (3 km²), uključujući unutarnje i vanjske gradske zidine, obrambene zemljane nasipe, palače, hramove i svetišta, sve okruženo i zaštićeno planinama vapnenca. Zbog toga je Hoa Lu, kao dio krajolika Trang An, 2014. godine upisan na UNESCO-ov popis mjesta svjetske baštine u Aziji kao slikovito mjesto koje također uključuje i hramove, pagode, polja makova, te sela i sveta mjesta.
Hram kralja Dinh Tiên Hoanga je najljepši i najkarakterističnija znamenitost Hoa Lua. Nalazi se na istoku grada i njegova ograda okružuje područje od 5 hektara, skriveno u sjeni stabala s nekoliko vrtova s voćkama i ukrasnim drvećem. 
300 m sjeverno od Tien Hoang Dinh hrama, nalazi se Hram cara Le Dai Hanha, izgrađen na mjestu bivšeg kraljevske palače, danas u selu Truong Yen Ha, pa je također poznat i kao Ha hram. U palači hrana nalazi se kip cara Hoana, okružen kipovima carice Duong Van Nga i njegovog petog sina, Ngoa Trieua s njegove lijeve strane, koji je postao treći car dinastije Tien Le. 
Mauzolej posljednjeg Dinh cara, Đinh Tiên Hoànga, se nalazi na obližnjoj Mã Yên planini, dok je grobnica njegova nasljednika, prvog cara dinastije Le, Lê Đại Hànha, u podnožju planine.
- Codohoalu ulaz u grad
- Festival kraljeva Dinh i Le u hramu Đinh Tiên Hoàng
- Dongamtien
- Hram Bái Đính
- Hạ Pagoda